# 停車場夜驚魂
《停車場夜驚魂》是一部2007年美國與加拿大合拍的恐怖驚悚片，由法蘭克·卡方所執導，並與亞歷山大·阿甲、葛高瑞·勒瓦瑟共同撰寫劇本，取材至巴黎真實案件。電影主演包括瑞秋·妮可絲和魏斯·班特利。該片2007年11月9日在美國上映。本片被韓國改編成2019年電影《監弒》。

## 劇情
安琪拉·布里奇斯是一位年輕美麗的商業女性，工作在曼哈頓中城的辦公大樓內。聖誕夜，她被迫加班後前往參加家庭聚會。當她到達辦公大樓地下二層停車場（P2）時，發現車子無法啟動。她尋求保安托馬斯·巴克利的幫助，但拒絕了他一起過聖誕的邀請。她打電話叫了一輛出租車，在大廳等待。當出租車到達時，她發現自己被關在大廳裡，只好跑回停車場。但出租車已經離開了她，停車場的燈光也很快關閉。她依靠手機的燈光在荒蕪的停車場中徘徊，直到被精神病患的托馬斯用氯仿藥物迷暈，並被帶到他的辦公室。
安琪拉在迷糊中醒來，發現自己穿上白色連衣裙和高跟鞋，腳被鎖在桌子上。原來，托馬斯早就通過辦公大樓的閉路電視觀察和錄影她，並告訴她，儘管她有「許多罪過」，他仍然愛她。儘管安琪拉哀求和威脅，托馬斯繼續非法拘禁她，甚至強迫她打電話給家人，騙他們說她生病了，以便沒有人會來找她。安琪拉試圖逃脫，但被托馬斯的羅威納犬 Rocky 阻攔，還被鎖上手銬，無法成功逃脫。
托馬斯帶著安琪拉到停車場的另一層，讓她看到了她的同事吉姆·哈珀被綁在辦公椅上。托馬斯妄想地認為吉姆是個可怕的人，因為他曾在辦公室派對上醉酒後猥褻過安琪拉。安琪拉請求托馬斯不要這樣做，告訴他吉姆已經為他的醉酒行為道歉，但托馬斯不聽並命令安琪拉用手電筒打吉姆一頓。最後，托馬斯自己打了吉姆，然後用車多次撞向墻壁，將吉姆殺害。在這一系列謀殺行動中，安琪拉最終光著腳逃脫，丟下了她的高跟鞋。
當托馬斯隱藏證據時，安琪拉找到了一個安全的藏身之處，並成功將被鎖住的手銬移到身前。她趕回托馬斯的辦公室取回手機，並找到了鑰匙卡和接收訊號的地方，但在撥打911後，她的手機掉落在門的另一側。她使用鑰匙卡到達電梯，而托馬斯則緊跟其後。在電梯裡，安琪拉利用控制面板向外求救。她聽到一個聲音，看起來像是操作員，但後來證明是托馬斯。他用高處的消防水管淹沒電梯，迫使她離開。在水淹之中，另一名保安卡爾·唐森的屍體墜落並撞到她。
安琪拉躲在停車場時，托馬斯用對講機播放艾維斯·普里斯萊的《藍色聖誕節》來折磨她。但是，她找到了一把緊急用火斧，開始逐一摧毀攝像頭，並逐步接近托馬斯的辦公室，準備戰鬥。當她進入辦公室時，發現托馬斯在她被迷藥迷暈的時候猥褻了她的身體，並通過播放一段視頻來顯示這一事實，這激怒了安琪拉。托馬斯悄悄地從後面襲擊她，用電擊器擊昏她，然後把她藏在一輛汽車的後備廂裡。就在這時，兩名警察（菲利普·威廉斯和阿諾德·皮諾克）因接到報警而趕到現場。安琪拉醒來，逃出車廂，但她意識到已經為時已晚，因為她看到警車已經開走了。托馬斯釋放了羅威納犬Rocky，Rocky追逐安琪拉並咬了她的腿，儘管她成功殺死了Rocky，但這一行動激怒了托馬斯，他更加殘忍地追逐安琪拉。
安琪拉在汽車租賃公司找到了鑰匙，試圖開車逃脫，但被托馬斯在另一輛車上撞擊，展開了一場驚險的競速遊戲，最終安琪拉獲勝。然而，在追逐的熱血時，她的車翻覆了。托馬斯打開車門，安琪拉裝作失去意識，成功用手銬刺瞎了他的眼睛，然後用手銬勒住了他的脖子，譴責托馬斯的殘忍行為。她拿走了他的鑰匙，把他銬在車上，然後就要離開，還帶走了他的電擊器。此時的托馬斯已經毫無力量，被困在車上，他絕望地向她求情，揭示他總是獨自一人，但當安琪拉不理睬他的懇求時，他憤怒地侮辱她。為了報復，安琪拉把電擊器對準汽車漏油的地方，嘲諷地祝托馬斯聖誕快樂，然後用電擊器點燃汽油，讓托馬斯在烈火中尖叫並爆炸身亡。
安琪拉最終獲得了自由，但她已經全身濕漉漉的，滿是血跡和傷痕，打開了車庫的大門，一瘸一拐地走出來，走進了一個冷清荒涼的曼哈頓聖誕早晨。此時，可以聽到消防隊、醫護人員和警察趕到的聲音。

## 演員
- 瑞秋·尼科尔斯飾演安琪拉·布莉姬（Angela Bridges）
- 魏斯·班特利飾演湯瑪斯·巴克利（Thomas Barclay）

## 製作

### 開發
導演亞歷山大·阿甲和編劇格雷戈里·勒瓦瑟在拍完2003年恐怖片《高壓電》後，開始開發一個新的劇本，該劇本基於真實事件，這些事件是發生在巴黎停車場中針對女性的一系列襲擊。他們邀請了《高壓電》中出演小角色的朋友法蘭克·卡方恩加入項目的合作，最終由他擔任導演。當被問及和《高壓電》的比較時，阿嘉表示：“這部電影擁有和《高壓電》一樣強烈的劇情，讓我們有機會進一步探索恐怖電影中的生存方面。”

### 拍攝
電影拍攝始於2006年8月14日，一直持續到年末，全部在加拿大多伦多的一個真實運作的停車場夜間進行。為角色Angela製作了14件不同程度髒污和腐爛的白色連衣裙，Thomas的羅威納犬的扮演需要用到三隻不同的狗。阿甲和勒瓦瑟都擔任了該片的第二單位導演。
演員瑞秋·尼科尔斯回憶說：「這絕對是我拍過最艱苦的電影......我們連續拍攝了兩個月，全是夜間工作。我穿著裙子，赤著腳，他們為我的腳底製作了一些奇怪的墊子。我的手臂和腿都裸露著，大部分時間都戴著手銬——即使在開車時也是如此。瘀傷真的是令人難以置信的。儘管我非常敵視和生氣......但我認為這實際上對讓整個片子更加真實有所幫助。」

## 發行
2007年8月，原本預定在英國倫敦舉辦的FrightFest電影節上放映，在放映前不久被撤出，並被《陰牙人》取代。該電影由顶峰娱乐發行，這是該公司的首次長片發行。

### 票房
2007年11月9日，美國上映了電影《停車場夜驚魂》，在2131家影院放映。然而，這部電影卻成為了票房毒藥，首周票房表現極為糟糕，平均每家影院只有977美元的票房收入，成為當時在超過2000個螢幕上放映的電影中最糟糕的開片周末之一。電影在美國持續上映至2007年12月，國內票房總收入僅為399萬5018美元。不過，它在海外市場上的票房收入為377萬1222美元，全球票房總收入為776萬6240美元。

### 口碑
根據評論匯總網站爛番茄上72條評論，《停車場夜驚魂》獲得了35%的好評率，平均評分為5.7/10。評論家們一致認為，電影充滿了血腥場面，但懸疑元素不足，其貓捉老鼠的情節已經屢見不鮮。而在Metacritic上，根據15位評論家的評分，這部電影的平均得分為37分（滿分100分），顯示出它受到了“普遍不受好評”的評價。
洛杉磯時報的羅伯特·阿貝爾（Robert Abele）認為，電影《停車場夜驚魂》的劇本有些千篇一律，就像其他恐怖電影一樣，他形容它為一個“乏味的故事”，“很快就變成了一個幾乎只有追逐、恐嚇和折磨的努力”。纽约时报的珍妮特·卡祖利斯（Jeannette Catsoulis）對這部電影給予好評，儘管她把它比作一部剝削電影，“血腥但不至於過分，把血腥場面限制在編輯精良的片段中，不讓人有時間細品……這部電影還有一輛發不動的車、一個詭異的保安和一個拍攝團隊的完美同步，形成了一個極簡主義的惡夢。”羅傑·伊伯特（Roger Ebert）對這部電影也給予好評，給了它三顆星的評價。他在評論中表示：“儘管劇情可能看起來像一部公式化的恐怖片，《停車場夜驚魂》實際上是一部非常出色的氛圍驚悚片，擁有逼真的角色塑造和粗糙但真實的感覺。”

### DVD版
《停車場夜驚魂》在2008年3月由Summit Home Entertainment在美國發行DVD。同年，在英國也推出了區域2 DVD和區域B藍光光碟版本。

## 外部連結
- 互联网电影数据库（IMDb）上《P2》的资料（英文）
- 爛番茄上《P2》的資料（英文）
- Metacritic上《P2》的資料（英文）
- Box Office Mojo上《P2》的資料（英文）
- AllMovie上《P2》的资料（英文）